# Benedetto da Maiano
Benedetto da Maiano (* um 1442 in Maiano bei Fiesole; † 24. Mai 1497 in Florenz) war ein italienischer Bildhauer und Baumeister.

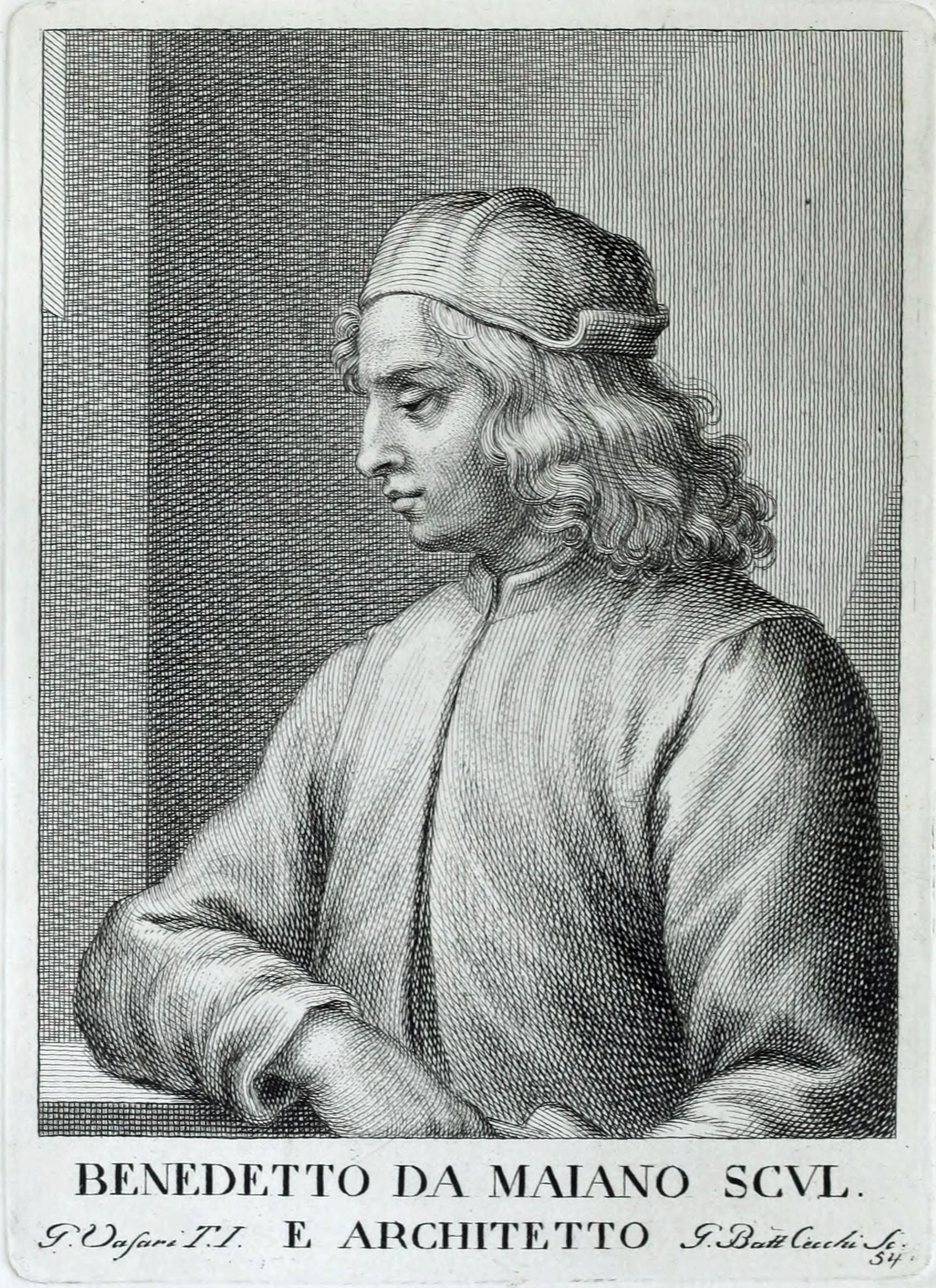
Benedetto da Maiano

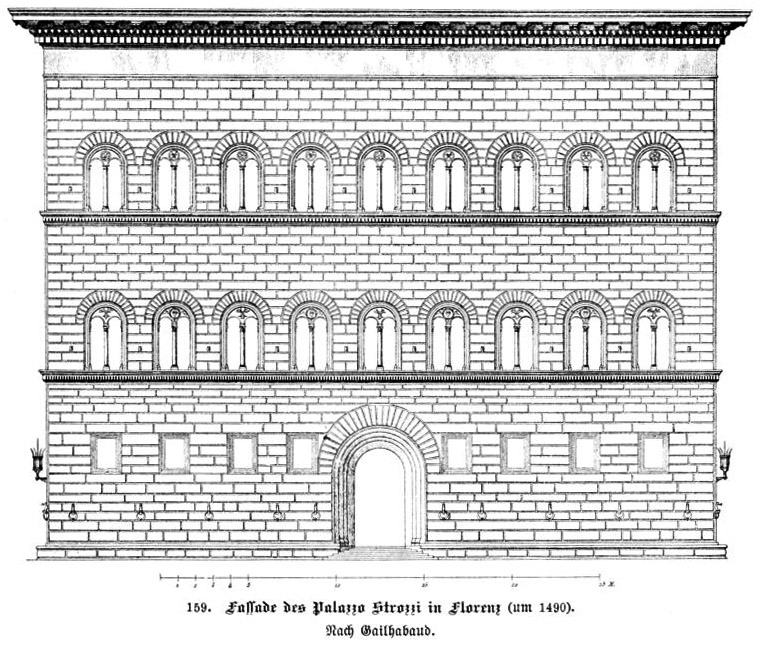
Fassade des Palazzo Strozzi (Architekturzeichnung des 19. Jh.)

Benedetto da Maiano gilt als einer der Hauptmeister der Bildhauerei der florentinischen Frührenaissance. Ausgebildet wurde er von seinem älteren Bruder Giuliano da Maiano, in dessen Werkstatt er seine Karriere begann. Beeinflusst wurde er unter anderem von Antonio Rossellino und Desiderio da Settignano. Er war einer der besten Marmorbildhauer seiner Zeit und war mit seinem Spätwerk Vorbild für die bildhauerischen Tätigkeiten des Michelangelo Buonarroti. Neben Marmor gehörte auch Ton zu den von ihm bevorzugten Werkstoffen, in dem er auch zahlreiche Modellskizzen anfertigte.
Als Baumeister war er maßgeblich am Bau des Palazzo Strozzi in Florenz beteiligt.

## Ausgewählte Werke
- Arezzo
  - Loggia der Kirche Santa Maria delle Grazie
- Berlin, Skulpturensammlung
  - Die Vision des Papstes Innozenz III., um 1472–1475.
  - Sockel mit drei Cherubim, um 1475.
  - Thronende Maria mit dem Kinde, um 1480.
  - Bildnisbüste des Filippo Strozzi.
  - Lünette mit Gherardi-Wappen.
  - Bildnisbüste des Kardinals Raffaele Riario (zugeschrieben).
- Budapest, Szépmüvészeti Múzeum
  - Christus und die Samariterin am Brunnen.
- Faenza, Duomo
  - Grabmal des heiligen Savinius.
- Florenz, Misericordia
  - Der heilige Sebastian.
- Florenz, Museo Nazionale Bargello
  - Bildnisbüste des Pietro Mellini, 1474.
  - Gruppe von Musikanten.
- Florenz, Palazzo Vecchio
  - Der heilige Johannes der Täufer.
- Florenz, Santa Croce
  - Kanzel, um 1481.
  - Eingangsportal.
- Florenz, Santa Maria Novella
  - Maria mit dem Kinde.
  - Grabmal des Filippo Strozzi d. Ä.
- Florenz, Santa Trinita
  - Die heilige Maria Magdalena.
- Neapel, Sant’Anna dei Lombardi
  - Grabmal der Herzogin Maria von Aragonien. (begonnen von Antonio Rossellino)
  - Verkündigungs-Altar der Mastrogiudici-Kapelle.
- Paris, Musée Jacquemart-André
  - Maria mit dem Kinde.
- Paris, Musée National du Louvre
  - Bildnisbüste des Filippo Strozzi. um 1476, Marmor, 51,8 × 56,7 × 30,3 cm
  - Maria mit dem Kinde (zugeschrieben).
- Prato, Duomo
  - Maria mit dem Kinde („Olivenholzmadonna“).
- San Gimignano, Collegiata
  - Altar der Santa-Fina-Kapelle.
- San Gimignano, S. Agostino
  - Grabmal des Hl. Bartolo.
- Siena, San Domenico
  - Marmor-Ziborium und zwei Engel.
- St. Petersburg, Ermitage
  - Bildnisbüste eines Mannes.
- Washington, National Gallery of Art
  - Madonna und Kind, um 1475.
  - Johannes der Täufer, um 1480.